# Maiorem hac dilectionem

Wappen des Papstes Franziskus

Maiorem hac dilectionem (deutsch: Eine größere Liebe als diese) ist der Titel eines Motu proprio des Papsts Franziskus. Es wurde am 11. Juli 2017 promulgiert. Es befasst sich mit der „Lebenshingabe als einer heroischen Tat des Weges zur Selig- und Heiligsprechung“. Der Papst greift auf das Johannesevangelium (Joh 15,13 ) zurück, wo es heißt: „Es gibt keine größere Liebe, als wenn einer sein Leben für seine Freunde hingibt.“ Das Motu proprio wurde auf Empfehlung der Kongregation für die Selig- und Heiligsprechungsprozesse erlassen.

## Formalitäten
Mit dem päpstlichen Schreiben werden Änderungen zum Kanonisationsverfahren, wie sie in der Apostolischen Konstitution „Divinus perfectionis magister“ vom 25. Januar 1983 und den beigefügten Ausführungsbestimmungen vom 7. Februar 1983 durch Papst Johannes Paul II. promulgiert worden waren, vorgenommen. Insgesamt werden vier Bestimmungen modifiziert. Mit den Änderungen werden ergänzende Möglichkeiten zur Durchführung des Kanonisierungsprozesses eingearbeitet. 
Das Schreiben besteht aus einer Einleitung, sechs Artikeln und einem Schlussteil, es wurde auf den 11. Juli 2017 datiert und auf päpstliche Anweisung nicht in den Acta Apostolicae Sedis (AAS), sondern – in italienischer Sprache – im L’Osservatore Romano promulgiert. Eine zusätzliche Publizierung soll später in den AAS erfolgen. Franziskus legte den Tag des Inkrafttretens auf den 12. Juli 2017 fest; es handelt sich rechtlich um ein „universalkirchliches Gesetz, das eventuell entgegenstehende Rechtsnormen außer Kraft setzt...Die neuen Ergänzungen sind für den lateinischen und orientalischen Rechtskreis gültig“.

## Grundzüge
Als neues Kriterium für eine Selig- und Heiligsprechung wird die „Hingabe des eigenen Lebens für einen anderen Menschen“ aufgenommen. Nunmehr tritt neben das Martyrium und die heroische Tugendtat der Umstand, dass der Christ in freiem Willen und aus Liebe zu Gott anderen Menschen sein Leben hingegeben hat. Dieses gilt selbst dann, wenn das Opfer kein Martyrium erlitten hat.

## Inhaltsangabe
Bislang führten zwei Wege zur Seligsprechung: Der eine über die Anerkennung christlicher Tugend und von Wundern auf Fürsprache der entsprechenden Person, der andere über ein Martyrium. Die Erneuerungen werden als „Dritter, einige sagen auch als Vierter Weg“ zur Seligsprechung verstanden. Nun können auch Menschen seliggesprochen werden, die den Tatbestand der „Selbsthingabe“ erfüllen. Die Opferung des eigenen Lebens stellt einen neuen Weg der Selig- und Heiligsprechung dar, er unterscheidet sich vom Martyrium und des heroischen Tugendgrades (Art. 1). Die Kriterien des „vierten Weges“ sind: Freiwilligkeit und eigener Wille, Motivation durch Nächstenliebe, Unausweichlichkeit und kurzfristig und im Zusammenhang mit der Hingabe des eigenen Lebens, christliche Tugend muss gelebt worden sein, der Christ muss im Ruf der Heiligkeit stehen und es muss nach dem Tod ein Wunder folgen (Art. 2). Die weiteren Artikel befassen sich mit den Ausführungsbestimmungen (Art. 3 – 5).

## Bewertung
Es war der Rektor der Päpstlichen Lateranuniversität Enrico dal Covolo, der im Juni 2016 den Kongress der Heiligsprechungskongregation auf das Thema „Hingabe des Lebens“ hinwies. Es seien Schwierigkeiten bei bereits gelaufenen Seligsprechungsverfahren gewesen, die den Papst zur Abfassung seines Motu proprio bewogen hätten, erklärte der Fachmann. In der Kenntnis der Schwierigkeiten, die sich bei einigen Seligsprechungsprozessen herausgestellt hatten, sah Papst Franziskus die notwendige Novellierung. So sei es mehrfach vorgekommen, dass Prozesse, die zunächst den Nachweis eines Martyriums erbringen sollten, im laufenden Verfahren neu aufgesetzt werden mussten: „Man musste dann auf einen Prozess zum Nachweis des heroischen Tugendgrades umschwenken, der sehr verschieden ist, denn man konnte eigentlich nicht so richtig erkennen, ob es sich um den einen oder den anderen Tatbestand handelte, also ein tugendhaftes Leben oder Martyrium.“. Als ein markantes Beispiel wird der Selig- und Heiligsprechungsprozess von Pater Maximilian Kolbe genannt, der für sein tugendhaftes Leben seliggesprochen wurde, dann aber wegen des Martyriums heiliggesprochen worden ist. „Es liegt auf der Hand, dass es hier sozusagen Verfahrensschwierigkeiten gab. Dieser dritte Weg ermöglicht es, viele mehrdeutige Fälle zu lösen, denn hier braucht man beispielsweise keinen Verfolger, man braucht nicht den odium fidei, also den Glaubenshass, und vor allem ist effusio sanguinis, also der gewaltsame Tod, nicht nötig, der hingegen Grundlage für das Martyrium ist.“. Ein weiteres Beispiel stellte die Heiligsprechung des Damian de Veusters dar, der im Einsatz gegen die Lepra auf der hawaiianischen Insel Molukka’i starb. In direktem Zusammenhang mit der Selbsthingabe müsse ein frühzeitiger Tod stehen, der aus Liebe zu Gott und dem Nächsten akzeptiert worden sei, hält Dal Cavolo fest. Dies sei unabdingbar für den Seligsprechungsprozess: „Das könnte man beispielsweise vorbringen bei einigen Fällen eines freiwillig akzeptierten Todes, wenn Hilfe für Pestkranke geleistet wurde, das heißt, wenn das eigene Leben zum Wohl des Nächsten riskiert wurde.“